# Дектярка (деревня)
 Дектярка  — деревня в Сандовском районе Тверской области.

## География
Находится в северо-восточной части Тверской области на расстоянии приблизительно 18 км по прямой на северо-восток от районного центра поселка Сандово.

## История
Деревня была отмечена уже на карте Менде (состояние местности на 1848 год). В 1859 году здесь (тогда деревня Дегтярка или Новая Деревня Весьегонского уезда Тверской губернии) было учтено 14 дворов. С 2005 до 2020 года входила в состав ныне упразднённого Соболинского сельского поселения.

## Население
Численность населения: 127 человек (1859 год), 22 (русские 100 %) в 2002 году, 5 в 2010.